# I'm Not a Girl, Not Yet a Woman
«I'm Not a Girl, Not Yet a Woman» es una balada soft rock interpretada por la cantante estadounidense Britney Spears e incluida originalmente en su tercer álbum de estudio, Britney (2001). Fue compuesta por la cantautora británica Dido y por los suecos Max Martin y Rami, y producida por estos dos últimos como tema principal de la película debut de la intérprete, Crossroads (2002). Su música se basa en una melodía de piano, mientras que su letra trata la angustia que sufren las jóvenes en la adolescencia, lo que llevó a la mayoría de los críticos a catalogarla como una de las canciones más importantes de Britney por reflejar la transición de la cantante. Entre febrero y abril de 2002, Jive Records la publicó como el tercer sencillo internacional del álbum, después de «I'm a Slave 4 U» y «Overprotected», y como el segundo en los Estados Unidos, acompañando el estreno de Crossroads.
Su video musical fue dirigido por Wayne Isham y contó con dos ediciones: una edición original que muestra a la artista interpretando la balada en el Cañón del Antílope y una edición alternativa que adicionó escenas de Crossroads. Los críticos elogiaron la calidad de su fotografía, mientras que los fanáticos lo convirtieron en el octavo trabajo de la cantante en ser enviado al retiro en el programa Total Request Live de MTV, donde llegó a ser el segundo video más pedido por la audiencia . Como parte de su promoción, la cantante además la presentó en varios programas de televisión, así como también en los American Music Awards 2002, en el Festival de la Canción de San Remo y en la gira Dream Within a Dream Tour (2001 – 2002).
De este modo, la balada se ubicó entre los diez primeros éxitos semanales en Alemania, Austria, Irlanda, los Países Bajos, Suecia y el Reino Unido, país donde debutó en el segundo puesto de la lista UK Singles Chart y donde además recibió la certificación de disco de plata de la BPI por ventas de 200 000 unidades. La misma posición alcanzó en la lista continental de Europa, mientras que en Australia fue número 7 y consiguió la certificación de disco de oro de la ARIA tras vender 35 000 copias. Contrario a lo anterior, en los Estados Unidos fue el segundo sencillo de la cantante en no conseguir ingresar a la lista Billboard Hot 100, aunque aun así vendió 122 000 descargas en el país hasta 2010.

## Antecedentes y publicación
En marzo de 2001, Spears comenzó a grabar su película debut, sobre la que declaró: «Hablé [con Shonda Rhimes], le dije sobre qué quería que se tratara la película y ella la elaboró. [...] Fue mi pequeño proyecto. Cuando haces una película, creo que debes ser muy apasionado. Estaba recibiendo un montón de ofertas, pero esto era algo en lo que tenía puesto el corazón». En un comienzo, se emplearon dos títulos posibles, What Are Friends for y Not a Girl, pero finalmente se utilizó el título Crossroads (2002), donde la artista interpreta a Lucy, una graduada de la escuela secundaria que se embarca en un viaje con sus amigas. La cantante más tarde reveló que «I'm Not a Girl, Not Yet a Woman» fue creada originalmente para la banda sonora: «La canción fue escrita para la película una vez que tuvimos la decisión de hacer que la música fuera parte de ella. [...] Es una canción inspiradora y es probablemente una de mis canciones favoritas». En la película, Lucy la interpreta por primera vez cuando su enamorado Ben —protagonizado por Anson Mount— toca la melodía en un piano, volviendo posteriormente a cantarla en una audición en Los Ángeles. La canción además fue incluida en el tercer álbum de estudio de la cantante, Britney (2001), con el objetivo de promocionar ambos trabajos de forma simultánea.
Fue compuesta por la cantautora británica Dido y los suecos Max Martin y Rami, y producida por estos dos últimos en los Maratone Studios de Estocolmo, con interpretación en guitarra y bajo de Esbjörn Öhrwall y Tomas Lindberg, respectivamente, y coros de Jeanette Oison y el mismo Martin. Martin y Rami anteriormente habían producido varias canciones de la cantante, incluyendo los superventas «...Baby One More Time» (1998) y «Oops!... I Did It Again» (2000), y además produjeron varias canciones de Britney, incluyendo «Overprotected». Por su parte, Spears grabó la balada en los Battery Studios de Nueva York y agradeció al dúo sueco en las notas del álbum: «Gracias, Max y Rami, por sus canciones continuamente increíbles y todo su duro trabajo»; así como también a Dido: «Fue un verdadero honor para ti ser parte de mi álbum. Gracias por tu contribución». En respuesta, Dido más tarde declaró: «Fue un reto interesante y creo que ella es una chica dulce». La audiencia pudo escuchar adelantos en una sesión de grabación que MTV Diary transmitió el 1 de septiembre de 2001, mes en que la cantante reveló su título, y escuchó la canción completa una vez que Jive Records la publicó como la cuarta pista de Britney a partir del 31 de octubre de 2001.
El 5 de febrero de 2002, el sello discográfico además la publicó como el segundo sencillo del álbum en los Estados Unidos y como el tercero en el resto del mundo, después de «I'm a Slave 4 U» y «Overprotected», acompañando el estreno de Crossroads. Sus formatos incluyeron la canción exclusiva «I Run Away» y remezclas de los británicos Metro y de los dúos danés Spanish Fly y neerlandés Chocolate Puma. La balada luego fue incluida en los álbumes de grandes éxitos Greatest Hits: My Prerogative (2004) y The Singles Collection (2009).

## Composición

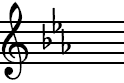
La balada está compuesta en la tonalidad mi bemol mayor.

«I'm Not a Girl, Not Yet a Woman» es una balada soft rock, cuya música se basa en una melodía de piano con acordes sofisticados. Está compuesta en la tonalidad mi bemol mayor, cuenta con un compás de 4/4, tiene un tempo moderadamente lento de 76 pulsaciones por minuto y una progresión armónica que sigue la secuencia mi bemol mayor–la bemol mayor2–fa menor7–si bemol mayor.
Su letra se refiere a la angustia que sufren las jóvenes durante la adolescencia y comienza con las líneas: «Solía pensar que tenía las respuestas para todo, pero ahora sé que la vida no siempre sigue mi camino», las que luego son sucedidas por el estribillo: «No soy una niña, tampoco una mujer aún. Todo lo que necesito es tiempo, un momento que sea mio mientras estoy en el medio». El segundo verso continúa con líneas como: «He visto mucho más de lo que ahora sabes, así que no me digas que cierre los ojos», mientras que hacia el desenlace el puente señala: «No soy una niña, pero si me miras de cerca, lo verás en mis ojos: esta chica siempre encontrará su camino».
El 24 de octubre de 2001, Spears dio una teleconferencia donde explicó el significado de la canción:

«Honestamente, creo que depende de cuál sea tu definición de niña y de mujer. Creo que mi definición de niña es alguien que aún no ha experimentado su vida en todo su potencial, que es muy ingenua y sigue creciendo. Y una mujer es una que ha cumplido su vida, y tiene mucha sabiduría; ha ganado toda la sabiduría que necesita. Ha vivido su vida completamente como lo necesita y se conoce a sí misma dentro y fuera.

Creo que estoy en medio de eso. Creo que estoy a punto de ser mujer, pero es un poco difícil porque, como he crecido en el centro de atención, la gente hace cosas para que seas de cierta manera. Ni siquiera necesariamente mis fanáticos ni nada. Es la gente que me rodea. Te tratan de cierta manera cuando tienes 16 o 17 años, y depende de ti levantarte y decir: "Bueno, necesito mi propia identidad. Necesito crecer y ser un adulto y hacer las cosas por mi cuenta". Creo que muchos adolescentes pueden relacionarse con eso porque entran a la universidad y sus padres quieren que crezcan y sean estas maravillosas personas independientes, pero al mismo tiempo quieren sentirse necesitados. Son como: "Quiero que sean mi bebés para siempre". Entonces, es un problema de adolescentes».

## Recepción crítica
«I'm Not a Girl, Not Yet a Woman» contó con una buena recepción crítica. Chris Heath del sitio Dotmusic sostuvo que toma una hoja del libro de Westlife y da una oportunidad única de escuchar la voz de Spears sin manipulación de computadora, mientras que Nikki Tranker de PopMatters la catalogó como la «indudable declaración destacada» de Britney y especificó: «Es una power ballad inspirada en Diane Warren que le permite a Britney mostrar su voz experta sin dejar de cumplir las reglas del pop seguro. Lamentablemente, no se revela mucho sobre la transformación de Britney en la edad adulta, ya que parece que el autor de la melodía, Dido, se quedó con todas las canciones misteriosas y atractivas». Por otro lado, Katie Perone de Greyhound Loyola sostuvo que la canción «define claramente la temática del álbum: Britney está creciendo y quiere hacer lo suyo», y Catherine Halaby de Yale Daily News escribió: «Es una balada bien interpretada fundada en una fuerte melodía de piano. Se presenta como un híbrido de consejos para sus fanáticas jóvenes sobre cómo lidiar con la pubertad y como una explicación de su actitud femenina, pero no infantil». A su vez, Jim Farber del Daily News la llamó una «cancioneta pop de azúcar», al igual que «Don't Let Me Be the Last to Know» (2000), y Annabel Leathes de la BBC señaló que «Overprotected» y la balada «sirvieron para alear los dardos de los críticos» cuando las declaraciones de inocencia de la cantante empezaron a ponerse un poco tenues.
Stephen Thomas Erlewine de Allmusic escribió que «Overprotected», «What It's Like to Be Me» y «I'm Not a Girl, Not Yet a Woman» son «momentos cruciales» en Britney, «el álbum en el que [la cantante] se esfuerza por profundizar en su persona (que no es lo mismo que su personaje, por supuesto), volviéndola más adulta, pero aún reconocible». Algo similar notó Barry Walters de Rolling Stone, quien sostuvo que canciones como la balada mostraban que la artista solo quería ser ella misma y además especificó: «Una vez que llegas más allá de su título digno de ser merecido, "I'm Not a Girl, Not Yet a Woman" suministra la balada de peso que Spears ha anhelado y ahora puede manejar. [...] La canción rumia con acordes sofisticados que complementan la sordidez prefabricada y la rebelión calculada en otras partes del álbum». A su vez, Jocelyn Vena de MTV escribió: «Con canciones como "Overprotected" y "Let Me Be", Spears parecía estar dejando escapar su angustia adolescente, pero con el sencillo "I'm Not a Girl, Not Yet a Woman" quería que el mundo supiera que estaba lista para ser tratada como una adulta». Su colega James Dinh complementó lo anterior: «Britney usó la balada para decirle al mundo que estaba creciendo y que ya no era la linda colegiala que conocimos en 1999. [...] La princesa del pop declaró su transición a la condición de mujer sobre una ventosa melodía de piano».
En un tono más crítico, E! Online escribió: «Para su tercer disco, Brit está atrapada en el medio contigo, como lo plantea descaradamente en su hinchada balada a piano "I'm Not a Girl, Not Yet a Woman". Y eso es lo esencial de la lucha de los 19 años en el álbum», mientras que Ted Kessler de NME señaló: «Que le haga falta a Dido, una mujer que mira fijamente el áspero resplandor de sus treinta, para resumir el estado de ánimo proyectado de una joven que se despide de la comodidad de su adolescencia [...] es irónico. El hecho de que Dido obligue a Britney a colaborar con el tipo de funk por el que Dido se ha vuelto injustificadamente famosa es francamente cruel». Por otro lado, los Razzie Awards 2002 le otorgaron el antigalardón «Peor canción original» de una banda sonora, tras nominarla con «Die Another Day» de Madonna y «Overprotected».

## Video musical

### Rodaje

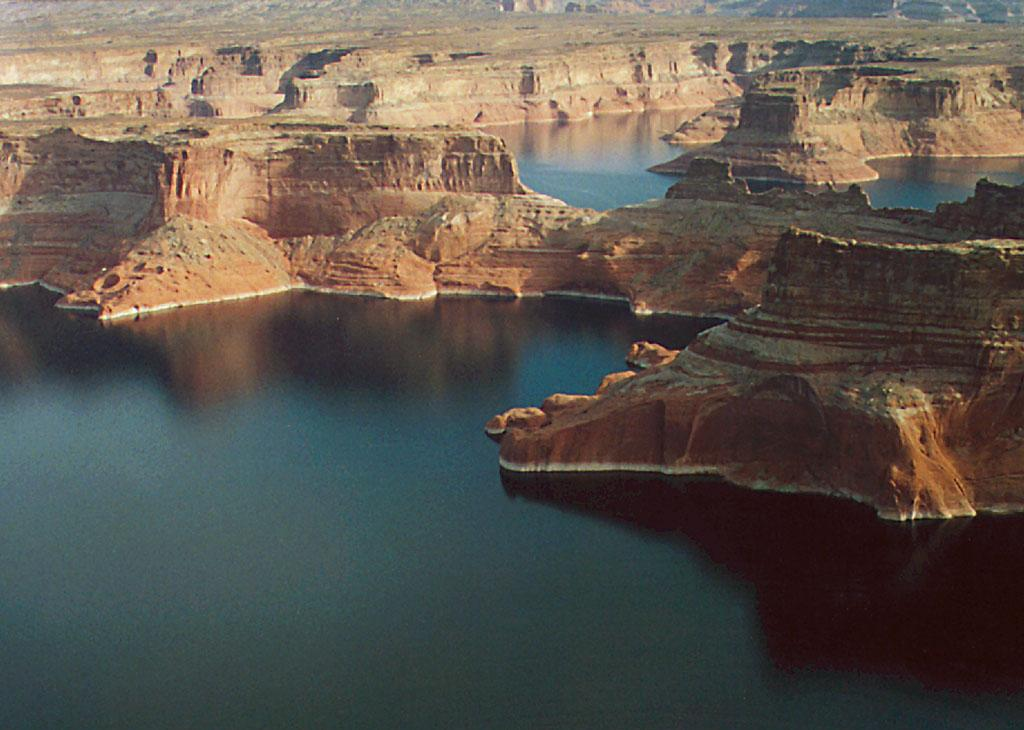
Spears rodó el video musical de la balada en las cercanías del lago Powell.

El video musical fue dirigido por Wayne Isham, quien trabajó por primera vez con la cantante y quien quería mostrarla en un ambiente absolutamente natural y sin efectos especiales. Su grabación se realizó entre el 16 y el 18 de agosto de 2001 en un acantilado cercano al lago Powell y dentro del Cañón del Antílope de Arizona. La cantante no usó ningún cable de seguridad en el acantilado, por lo que el mismo director se aseguró de que fuera un lugar seguro para ella antes de grabar: «Entendió que si mi culo gordo estaba ahí y yo pudía pararme allí, ella podía pararse allí» —bromeó—. Al respecto, Spears declaró: «Cuando llegué por primera vez a la montaña, estaba realmente asustada. Mi corazón latía muy, muy rápido, pero una vez que estaba ahí superé mi miedo, fue realmente genial». También especificó sobre el fin del rodaje: «[Luego] el viento empezó a correr mucho más fuerte y casi me botó. Quedé como: "Está bien, tengo que irme"».
Por su parte, Isham destacó la actitud que tuvo la cantante durante las grabaciones en el acantilado: «Fue y se quedó allí solo con esas botas vaqueras, sin un cable de seguridad. Estaba de pie en el borde, mientras se veía muy guapa. Estábamos justo en el borde y ella no tenía ni un poco de miedo. [...] No tengo más que cosas positivas que decir sobre mi experiencia con Britney. [...] Entró con energía positiva. Terminó saliendo y pateando traseros».

### Estreno y recepción
| «Spears siempre ha entendido la importancia de la buena fotografía. Muchos de sus videos están filmados con el mismo cuidado y calidad que una película de Hollywood, y dos grandes ejemplos de esto son los clips de "I'm Not a Girl, Not Yet a Woman" y "Circus". El primero [...] alza la cortesía de los magníficos acantilados que sirven como una ubicación ideal para un fanático y para que una rubia Britney cante la balada.» —Extracto de una reseña de John Mitchell de MTV (2009). |

El video se estrenó el 26 de diciembre de 2001 en el programa Making the Video de MTV. Sus escenas muestran a Spears mientras canta la balada en lo alto del acantilado y dentro del cañón. Dado que la balada también fue el tema principal de Crossroads, una edición alternativa entrelazó escenas de la película. El mismo día del estreno, el clip debutó en el quinto puesto del programa Total Request Live de MTV, el que diariamente enlistaba los diez videos más solicitados por la audiencia. Como cada artista podía figurar solo con un clip, el programa tuvo que remover el video de «I'm a Slave 4 U», al que le faltaba poco para cumplir el límite de cincuenta días y ser enviado al retiro segûn las normas del espacio. Por su parte, el clip de la balada llegó a ser el segundo más pedido por la audiencia en tres oportunidades y fue enviado al retiro el 21 de marzo de 2002, siendo el octavo clip de la cantante en conseguirlo. Jive Records luego lo incluyó en los DVD de la edición limitada de Britney (2002), del álbum de grandes éxitos en formato de video Greatest Hits: My Prerogative (2004) y de la edición más completa de The Singles Collection (2009). El 24 de octubre de 2009, además lo publicó en Vevo, donde recibió cien millones de reproducciones hasta mayo de 2019.
Como parte de su recepción crítica, MTV lo seleccionó como uno de los videos más memorables de 2001, mientras que Rolling Stone señaló que fue un trabajo donde «Spears se retractó de la imagen descarada que cultivó en sus clips más recientes», tales como «I'm a Slave 4 U». La revista además sostuvo: «En la cima de una montaña pintoresca, una pensativa Britney reflexiona sobre su difícil ascenso hacia la madurez sexual». Por otro lado, Kaitlin Reilly de Bustle elogió el paisaje y la apariencia de la cantante, pero señaló que el video «al final es otra siestecita» en su videografía, mientras que Ryan O'Connell del sitio Thought Catalog escribió: «"I'm Not a Girl, Not Yet a Woman" es una balada de mierda, atada en la película tristemente mediocre Crossroads. [...] Como era de esperar, el video musical de esta también es un aburrimiento total. Lo único que me mantiene cautivado es mirar el bluyín de Britney, puesto más abajo de lo habitual». Charles Manning de Cosmopolitan lo catalogó como el bluyín de tiro corto más abajo del mundo y Jarett Wieselman de New York Post lo citó como lo más memorable del video con la frase «Ese bluyín. Dios mío, el bluyín» y detalló sobre el clip: «Una canción simple, un concepto directo y planos impresionantes del desierto de Arizona se combinan en uno de sus videos musicales más llamativos, pero un poco aburridos»; mientras que Becky Bain de Idolator llamó a la cantante «alpinista» y sostuvo: «Sus huesos pélvicos están en toda su fuerza aquí, nunca he visto un bluyín tan abajo y tan apretado». Uno de sus mayores reconocimientos lo obtuvo en Japón, donde los Gold Disc Awards 2003 le otorgaron el premio video musical internacional del año.

## Presentaciones

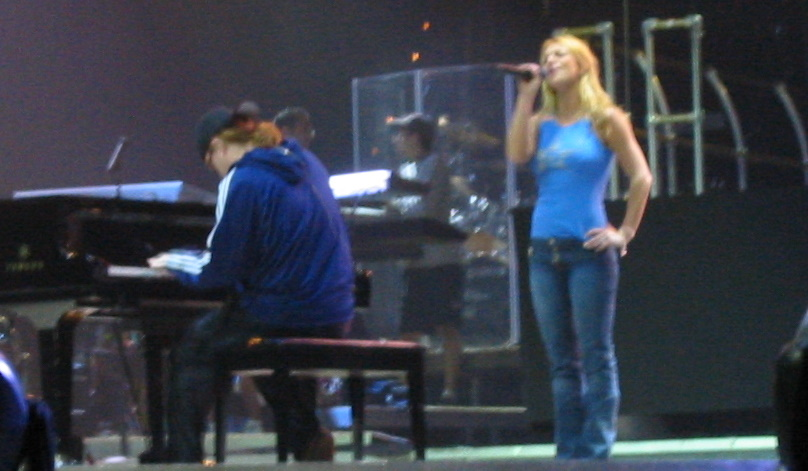
Spears en 2002, durante el ensayo de la balada para el Dream Within a Dream Tour, con el que recaudó $43 700 000.

La cantante presentó «I'm Not a Girl, Not Yet a Woman» en la gira Dream Within a Dream Tour (2001 - 2002), la que recorrió América del Norte y Japón. En la etapa de 2001, se sentaba al lado de un pianista e introducía la balada con declaraciones como: «Sé que me critican un montón por lo que visto y lo que no. Que me critican mucho por lo que digo y lo que no, pero ya no soy una niña pequeña. [...] También sé que soy joven y que tengo mucho que aprender y experimentar». Durante el número, caían burbujas en el escenario y las pantallas mostraban escenas de Crossroads mientras el pianista tocaba la balada y ella la interpretaba. En enero de 2002, incluyó la presentación en el DVD de la gira, Live from Las Vegas, el que grabó durante dos días en la MGM Grand Garden Arena de Las Vegas. En la etapa de aquel año, introducía la canción del mismo modo, pero sostenía sentirse abrumada, por lo que componía como terapia. En seguida, interpretaba el extracto de una balada sin título y continuaba con la misma piuesta en escena original de «I'm Not a Girl, Not Yet a Woman». Dentro de su recepción crítica, Corey Moss de MTV la catalogó como la «parte íntima» del repertorio y la llamó «cliché», mientras que Larry Nager de National Enquirer se refirió a la sincronía de labios usada por la cantante durante la gira: «El concierto está más lleno de magia técnica que Harry Potter, pero no de canto en vivo. [...] No fue un concierto real, fue un gran espectáculo».
Paralelamente, el 3 de noviembre de 2001, la cantó en vivo en el especial Total Britney Live de MTV, junto con presentaciones de «Stronger» y «I'm a Slave 4 U», mientras que dos días después la interpretó en directo en el programa The Rosie O'Donnell Show, promocionando la publicación de Britney en los Estados Unidos. Luego, el 9 de enero de 2002, la presentó en vivo en los American Music Awards en una puesta en escena que incluyó un pianista y dos coristas, y que medios como E! catalogaron como una de las presentaciones más memorables en la historia de los premios. Libby Birk del sitio PopCulture señaló: «La balada le permitió mostrarle al mundo un lado diferente de ella, fortaleciendo sus raíces como una heroína de la música pop», mientras que Chris Malone de Billboard sostuvo que su interpretación en vivo es «considerada por muchos como una rareza a medida que su carrera ha progresado» y además especificó: «Fue uno de los momentos más íntimos que los Estados Unidos tuvo con la joven estrella; su personaje público hasta ese momento estaba definido por un sonido bailable adolescente (y acompañado de presentaciones sexys), que desde entonces la ha consolidado como una de las artistas más grandes de nuestra generación». De modo similar, Chris Willman de Yahoo! la catalogó como una de las mejores presentaciones de la artista y escribió: «¿Britney cantando en vivo? Sí, ha sucedido a lo largo de los años, aunque generalmente solo en canciones que no absorben mucho aliento en cuanto a coreografía. [...] A pesar de algunas notas, su voz en vivo no es la vergüenza que se puede esperar de las pocas veces que se ha escuchado en la televisión».
Los días 2, 4 y 11 de febrero de 2002, además la presentó en los programas Saturday Night Live, The Oprah Winfrey Show y The Tonight Show with Jay Leno, respectivamente, promocionando el estreno del 15 del mismo mes de Crossroads. Luego, el 9 de marzo de 2002, la interpretó en el Festival de la Canción de San Remo, en Italia, mientras que el 23 de mismo mes, la presentó en el programa alemán Wetten, dass..? y el 12 de abril de 2002, en el espacio británico Top of the Pops. Varios años más tarde, el 26 de julio de 2018, cantó brevemente el título en un sketch del programa The Tonight Show Starring Jimmy Fallon.

## Rendimiento comercial
«I'm Not a Girl, Not Yet a Woman» experimentó diversos niveles de éxito. En los Estados Unidos tuvo un rendimiento radial modesto que solo le llevó a alcanzar el segundo puesto de la lista Bubbling Under Hot 100, en las ediciones del 9 y el 23 de febrero de 2002 de Billboard, y el lugar número 21 en el conteo radial Pop Songs. En la edición del 9 del mes siguiente, llegó al puesto 29 de la lista Adult Contemporary, donde registró el segundo ingreso de la cantante después de «Sometimes» (1999). De este modo, fue el primer sencillo de la artista y de Britney que no consiguió ingresar en la principal lista del país, la Billboard Hot 100, en un panorama dominado por artistas de r&b y hip hop. Aunque su publicación antecedió la era digital, vendió 122 000 descargas en el país hasta septiembre de 2010.
Logros comerciales mayores registró en Europa, donde se ubicó entre los diez primeros éxitos semanales en Alemania, Austria, Irlanda, los Países Bajos y Suecia, entre los veinte primeros en Dinamarca, España, Finlandia, Italia y Suiza, y entre los treinta en Francia y en las Regiones Flamenca y Valona de Bélgica. Posteriormente, figuró entre los sencillos más exitosos de 2002 en Austria, Suecia, los Países Bajos, Alemania y Suiza. En el Reino Unido debutó en el segundo puesto de la lista UK Singles Chart, según la edición del 7 de abril de 2002, en la que solo figuró detrás de la versión de «Unchained Melody» de Gareth Gates. De este modo, fue el décimo sencillo de la cantante en ubicarse entre los diez primeros lugares, el tercero consecutivo del álbum y el mejor posicionado del mismo. Además, fue el tema número 82 más exitoso del año y en 2019 recibió la certificación de disco de plata de la BPI por ventas de 200 000 copias, siendo el segundo sencillo más vendido de Britney, después de «I'm a Slave 4 U». Su éxito en el continente lo llevó a alcanzar el segundo puesto de la lista European Hot 100, según la edición del 15 de abril de 2002, en la que solo se ubicó detrás de «Whenever, Wherever» de Shakira, siendo el decimoprimer sencillo consecutivo de Spears en situarse entre los diez primeros lugares, el tercero de Britney y el mejor posicionado del mismo.
En Oceanía, por un lado, alcanzó la modesta posición número 40 en Nueva Zelanda, mientras que en Australia debutó en el puesto número 7 y fue el sexto sencillo de la cantante en ubicarse entre los diez primeros lugares, el segundo del álbum y el mejor posicionado del mismo junto con «I'm a Slave 4 U». En el mismo año, consiguió la certificación de disco de oro de la ARIA, tras vender 35 000 copias, y se ubicó en el puesto número 72 en la lista australiana de los sencillos más exitosos de 2002.

## Formatos
| Maxisencillo europeo |                                                                  |          |  |
| N.º                  | Título                                                           | Duración |  |
| 1.                   | «I'm Not a Girl, Not Yet a Woman»                                | 3:51     |  |
| 2.                   | «I'm Not a Girl, Not Yet a Woman» (Spanish Fly Remix Radio Edit) | 3:28     |  |
| 3.                   | «I'm Not a Girl, Not Yet a Woman» (Chocolate Puma Dub)           | 7:34     |  |
| 4.                   | «I Run Away»                                                     | 3:31     |  |
| 5.                   | «Overprotected» (Video musical)                                  | 3:32     |  |
| 6.                   | «Crossroads» (Tráiler)                                           |          |  |

| Disco de vinilo británico |                                                                  |          |  |
| N.º                       | Título                                                           | Duración |  |
| 1.                        | «I'm Not a Girl, Not Yet a Woman» (Spanish Fly Club Mix)         | 6:01     |  |
| 2.                        | «I'm Not a Girl, Not Yet a Woman» (Spanish Fly Remix Radio Edit) | 3:28     |  |
| 3.                        | «I'm Not a Girl, Not Yet a Woman» (Choclate Puma Remix)          | 6:24     |  |
| 4.                        | «I'm Not a Girl, Not Yet a Woman»                                | 3:51     |  |

| DVD japonés |                                                   |          |  |
| N.º         | Título                                            | Duración |  |
| 1.          | «I'm Not a Girl, Not Yet a Woman» (Video musical) |          |  |
| 2.          | «Crossroads» (Tráiler)                            |          |  |
| 3.          | «Live from Las Vegas»                             |          |  |

| Descarga/Sencillo en CD de The Singles Collection (2009) |                                   |          |  |
| N.º                                                      | Título                            | Duración |  |
| 1.                                                       | «I'm Not a Girl, Not Yet a Woman» | 3:50     |  |
| 2.                                                       | «I Run Away»                      | 4:06     |  |

## Posicionamientos en listas

### Listas semanales
| País              | Lista                  | Primera semana      | Posición debut | Mejor posición | Semanas en la mejor posición | Semanas en la lista | Última semana        | Ref.    |
| ----------------- | ---------------------- | ------------------- | -------------- | -------------- | ---------------------------- | ------------------- | -------------------- | ------- |
| América           |                        |                     |                |                |                              |                     |                      |         |
| Estados Unidos    | Bubbling Under Hot 100 | 26 de enero de 2002 | 19             | 2              | 2                            | 7                   | 9 de marzo de 2002   | [ 68 ]  |
| Estados Unidos    | Pop Songs              | 26 de enero de 2002 | 34             | 21             | 1                            | 7                   | 9 de marzo de 2002   | [ 69 ]  |
| Estados Unidos    | Adult Contemporary     | 2 de marzo de 2002  | 30             | 29             | 1                            | 4                   | 23 de marzo de 2002  | [ 70 ]  |
| Europa            |                        |                     |                |                |                              |                     |                      |         |
| Alemania          | Top 100 canciones      | 4 de marzo de 2002  | 14             | 10             | 1                            | 15                  | 16 de junio de 2002  | [ 73 ]  |
| Austria           | Top 75 canciones       | 3 de marzo de 2002  | 17             | 3              | 1                            | 17                  | 23 de junio de 2002  | [ 74 ]  |
| Bélgica (Flandes) | Top 50 canciones       | 16 de marzo de 2002 | 48             | 22             | 1                            | 11                  | 25 de mayo de 2002   | [ 94 ]  |
| Bélgica (Valonia) | Top 50 canciones       | 23 de marzo de 2002 | 38             | 26             | 2                            | 8                   | 11 de mayo de 2002   | [ 95 ]  |
| Dinamarca         | Top 20 canciones       | 5 de abril de 2002  | 13             | 11             | 2                            | 5                   | 3 de mayo de 2002    | [ 96 ]  |
| España            | Top 20 canciones       | 24 de marzo de 2002 | 16             | 16             | 1                            | 1                   | 24 de marzo de 2002  | [ 76 ]  |
| Finlandia         | Top 20 canciones       | 2 de abril de 2002  | 16             | 16             | 1                            | 1                   | 2 de abril de 2002   | [ 97 ]  |
| Francia           | Top 100 canciones      | 6 de abril de 2002  | 27             | 25             | 1                            | 12                  | 22 de junio de 2002  | [ 77 ]  |
| Irlanda           | Top 50 canciones       | 4 de abril de 2002  | 7              | 3              | 1                            | 13                  | 27 de junio de 2002  | [ 75 ]  |
| Italia            | Top 20 canciones       | 7 de marzo de 2002  | 16             | 16             | 1                            | 3                   | 28 de marzo de 2002  | [ 98 ]  |
| Países Bajos      | Top 100 canciones      | 9 de marzo de 2002  | 31             | 9              | 1                            | 14                  | 8 de junio de 2002   | [ 99 ]  |
| Reino Unido       | Top 100 canciones      | 13 de abril de 2002 | 2              | 2              | 1                            | 11                  | 22 de junio de 2002  | [ 84 ]  |
| Suecia            | Top 60 canciones       | 29 de marzo de 2002 | 9              | 4              | 1                            | 13                  | 20 de junio de 2002  | [ 100 ] |
| Suiza             | Top 100 canciones      | 3 de marzo de 2002  | 22             | 16             | 1                            | 21                  | 11 de agosto de 2002 | [ 101 ] |
| Europa            | Top 10 canciones       | 15 de abril de 2002 | 2              | 2              | 1                            | 3                   | 29 de abril de 2002  | [ 102 ] |
| Oceanía           |                        |                     |                |                |                              |                     |                      |         |
| Australia         | Top 50 canciones       | 14 de abril de 2002 | 7              | 7              | 1                            | 11                  | 23 de junio de 2002  | [ 13 ]  |
| Nueva Zelanda     | Top 50 canciones       | 28 de abril de 2002 | 40             | 40             | 1                            | 2                   | 5 de mayo de 2002    | [ 103 ] |

### Listas de fin de año
| País         | Lista             | Año  | Posición | Ref.   |
| ------------ | ----------------- | ---- | -------- | ------ |
| Europa       |                   |      |          |        |
| Alemania     | Top 100 canciones | 2002 | 91       | [ 81 ] |
| Austria      | Top 75 canciones  | 2002 | 35       | [ 78 ] |
| Países Bajos | Top 100 canciones | 2002 | 79       | [ 80 ] |
| Reino Unido  | Top 200 canciones | 2002 | 82       | [ 85 ] |
| Suecia       | Top 100 canciones | 2002 | 40       | [ 79 ] |
| Suiza        | Top 100 canciones | 2002 | 91       | [ 82 ] |
| Oceanía      |                   |      |          |        |
| Australia    | Top 100 canciones | 2002 | 72       | [ 90 ] |

## Certificaciones
| País        | Proveedor | Año  | Certificación  | Ventas certificadas | Ref.   |
| ----------- | --------- | ---- | -------------- | ------------------- | ------ |
| Europa      |           |      |                |                     |        |
| Reino Unido | BPI       | 2019 | Disco de plata | 200 000             | [ 86 ] |
| Oceanía     |           |      |                |                     |        |
| Australia   | ARIA      | 2002 | Disco de oro   | 35 000              | [ 89 ] |

## Créditos
- Britney Spears — voz
- Dido Armstrong — composición
- Max Martin — composición, producción, grabación, coro, mezcla
- Rami — composición, producción, grabación, mezcla
- Jeanette Oisson — coro
- Esbjörn Öhrwall — guitarra
- Tom Coyne — masterización
- Michael Tucker — asistencia de grabación vocal
- Tomas Lindberg — bajo
- John Amatiello — ingeniería de Pro Tools, ingeniería vocal secundaria
- Charles McCrorey — asistencia de ingeniería

Fuente: Discogs.